# Surface Thrills
Surface Thrills è un album del gruppo musicale statunitense The Temptations, pubblicato dalla Gordy, un'etichetta discografica della Motown, il 18 febbraio 1983.
Dal disco viene tratto il singolo Love on My Mind Tonight.

## Tracce

### Lato A
1. Surface Thrills
2. Love on My Mind Tonight
3. One Man Woman
4. Show Me Your Love

### Lato B
1. The Seeker
2. What a Way to Put It
3. BringYourBodyHere (Exercise Chant)
4. Made in America